# Goniada littorea
Goniada littorea är en ringmaskart som beskrevs av Hartman 1950. Goniada littorea ingår i släktet Goniada och familjen Goniadidae. Inga underarter finns listade i Catalogue of Life.